# Montreal International Games Summit
O Montreal International Games Summit (MIGS), também conhecido como Le Sommet International du jeu de Montréal (Sijm), é uma conferência sobre jogos de vídeo game. A primeira edição foi realizada em 2004 e, normalmente, ocorre em novembro no Le Palais des Congrès em Montréal.
- Este artigo foi inicialmente traduzido, total ou parcialmente, do artigo da Wikipédia em inglês cujo título é «Montreal International Games Summit», especificamente desta versão.